# Сторожовий
Сторожови́й — пасажирський залізничний зупинний пункт Сумської дирекції Південної залізниці на лінії Люботин-Західний — Полтава-Південна між станціями Божків (7 км) та Кочубеївка (10 км). Розташований неподалік від сіл Флорівка та Бурти Полтавського району Полтавської області.

## Пасажирське сполучення
На платформі Сторожовий зупиняються приміські електропоїзди за напрямком Огульці — Полтава.